# William S. Stone

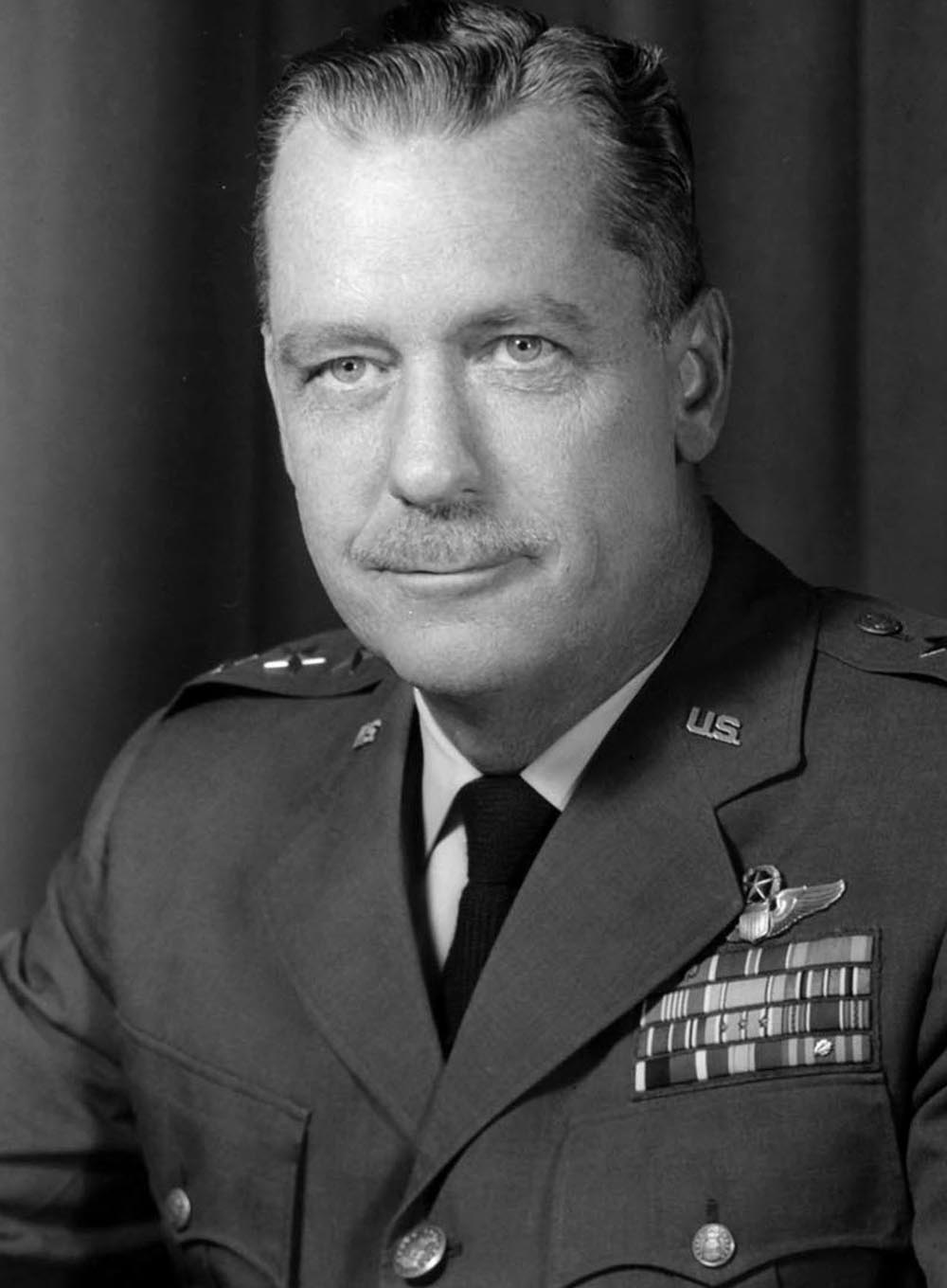
William S. Stone

William Sebastian Stone (* 6. Januar 1910 in Cape Girardeau, Missouri; † 2. Dezember 1968 in Mons, Belgien) war ein General der United States Air Force. Er war unter anderem Leiter (Superintendent) der United States Air Force Academy.

## Leben
William Stone war ein Sohn von William Micajah Stone (1874–1966) und dessen Frau Emma J. Albert (1873–1958). Der Vater war jahrelang als Bankier tätig. Der Sohn besuchte unter anderem die High School in St. Louis. In den Jahren 1930 bis 1934 absolvierte er die United States Military Academy in West Point. Nach seiner Graduation wurde er als Leutnant in das Offizierskorps des Heeres aufgenommen. In der Armee bzw. ab 1947 in der Luftwaffe durchlief er anschließend alle Offiziersränge vom Leutnant bis zum Vier-Sterne-General.
Stone wurde dem United States Army Air Corps zugeteilt. Im Oktober 1935 absolvierte er eine Flugausbildung. Nach einer Zwischenstation auf dem March Field, der heutigen March Air Reserve Base in Kalifornien, wo er der 32. Bomberschwadron (32nd Bomb Squadron) angehörte, begann er am California Institute of Technology das Fach Meteorologie zu studieren. Nach dem Ende dieses Studiums wurde er zum Fort Lewis im Bundesstaat Washington versetzt, wo er als Wetteroffizier (Weather Officer) tätig war.
Im Mai 1940 kehrte er zur Militärakademie in West Point zurück, wo er die Fächer Wirtschaft, Verwaltung und Geschichte unterrichtete. Zwei Jahre später wurde er Leiter der Wetterabteilung des Air Corps am California Institute of Technology. Daran schloss sich ein Studium am Command and General Staff College in Fort Leavenworth in Kansas an. Anschließend wurde er Stabschef und stellvertretender Kommandeur des Wettergeschwaders des Army Air Corps (Air Corps Weather Wing), das in Asheville in North Carolina stationiert war. Dabei wurde er für einige Zeit nach Europa und in den pazifischen Raum versetzt, wo inzwischen der Zweite Weltkrieg in vollem Gange war. Im Sommer 1944 wurde William Stone zum Leiter des Wetterdienstes der Army Air Forces im pazifischen Raum ernannt. An Kampfhandlungen hat er dabei nicht teilgenommen.
Im Jahr 1946 wurde er Stabschef des Wetterdiensts des gesamten Army Air Corps. Danach kehrte er ein weiteres Mal zur Fakultät der Militärakademie in West Point zurück. Gleichzeitig studierte er selbst an der Columbia University Wirtschaft. Seit 1947 gehörte er der damals als eigenständige Waffengattung neugeschaffenen US-amerikanischen Luftwaffe an. Im Jahr 1950 begann er ein Studium am National War College in Fort Lesley J. McNair in Washington, D.C. und im Jahr 1951 wurde er nach Deutschland zum Stab der United States Air Forces in Europe versetzt, der damals in Wiesbaden ansässig war. Dort gehörte er zunächst der Stabsabteilung für Planungen an, die er später selbst leitete.
Nach seiner Beförderung zum Brigadegeneral wurde Stone im Sommer 1953 zum Hauptquartier der Air Force in Washington, D.C. versetzt. Dort gehörte er bis 1957 der Abteilung für Personalplanungen an. In dieser Zeit wurde er dann zum Generalmajor befördert. Im Juni 1957 erhielt er auf der McGuire AFB in New Jersey das Kommando über die Atlantic Division des Military Air Transport Services bzw. nach dessen Neugliederung über die Eastern Transport Air Force.
Am 17. August 1959 wurde William Stone in Colorado Springs als Nachfolger von James E. Briggs Leiter (Superintendent) der United States Air Force Academy. Dieses Amt bekleidete er bis zum 9. Juli 1962, als er von Robert H. Warren abgelöst wurde. Danach leitete er bis 1966 im Hauptquartier der Air Force deren Stabsabteilung für Personal. Im Juli 1966 wurde er als Vier-Sterne-General zum NATO-Hauptquartier, das sich damals noch in Paris befand, versetzt. Dort wurde er Stellvertreter des Oberbefehlshabers für die Luftverteidigung (air deputy to the Supreme Allied Commander Europe). Im Jahr 1967 wurde das NATO-Hauptquartier nach Belgien verlegt.
Stone behielt sein Amt bis zu seinem Tod am 2. Dezember 1968. Dieser erfolgte nach einem Herzinfarkt bei einem Fitnesstraining in einer Sporthalle. Der mit Myra McCarthy (1905–1995) verheiratete Offizier fand seine letzte Ruhestätte auf dem Friedhof der United States Air Force Academy in Colorado Springs.

## Orden und Auszeichnungen
William Stone erhielt im Lauf seiner militärischen Laufbahn unter anderem folgende Auszeichnungen:
- Air Force Distinguished Service Medal
- Legion of Merit
- Bronze Star Medal
- Air Medal
- Army Commendation Medal